# Theodor-Heuss-Gymnasium (Waltrop)
Das Theodor-Heuss-Gymnasium (kurz: THG) ist ein Gymnasium in Waltrop, Nordrhein-Westfalen. Die Schule ist benannt nach dem ersten Bundespräsidenten der Bundesrepublik Deutschland, Theodor Heuss.

## Geschichte
Am 14. April 1967 beschloss der Rat der Stadt Waltrop die Errichtung eines Gymnasiums für Jungen und Mädchen. Am 1. August 1968 wurde der Schulbetrieb mit drei fünften Klassen in der Wichernschule aufgenommen. Im November wurde der Name „Theodor-Heuss-Gymnasium“ im Rat der Stadt beschlossen, im April 1969 war der erste Spatenstich für ein neues Schulgebäude. Am 17. Oktober wurde das neue Schulgebäude eingeweiht.
1971 gab es 12 Klassen in 14 Klassenräumen, in einem zweiten Bauabschnitt entstanden Werkräume und Sprachlabor sowie ein 700 m² großer Sportplatz und ein Hartplatz. 1975 konnten die ersten 22 Schüler am THG ihr Abitur ablegen, außerdem wurde Richtfest für den dritten Bauabschnitt mit 14 Klassenräumen und Aula gefeiert.
1978 wurde ein Verein der Freunde und Förderer des THG Waltrop e. V. gegründet, der ab 1995 einen Theodor-Heuss-Preis an Personen oder Gruppen verlieh, die sich besondere Verdienste um die Schule erworben haben. Im Jahr 1980 erreichte die Schule ihren Höchststand: 1405 Schüler besuchten zu dem Zeitpunkt das Gymnasium. 1986 wurde ein bilingualer Zweig mit Französisch als erster Fremdsprache eingerichtet. 2008 stellte das Gymnasium einen Antrag auf Förderung der Bereiche Mathematik, Informatik, Naturwissenschaft und Technik (MINT) als Alternative zum bilingualen Unterricht.
Im Jahr 2022 besuchten 832 Schüler das Gymnasium. Seit dem Schuljahr 2014/15 ist Sonja Leukefeld Direktorin der Schule.

## Sonstiges
- Das Theodor-Heuss-Gymnasium ist in Kooperation mit der Lebenshilfe und der Volkshochschule seit 2016 Veranstalter des inklusiven Tanztheaterprojekts Waltrop.[7][8]
- Der Physik-Leistungskurs des Gymnasiums wurde beim 12. Technikpreis des VDE Rhein-Ruhr mit dem 2. Preis (1.500 Euro) und einem mit 500 Euro honorierten Ehrenpreis ausgezeichnet. Die Gruppe entwickelte und erzeugte mithilfe von 3D-Druck Handknochen, die zu einer funktionierenden Handprothese zusammengesetzt wurden.[9]
- Die Schule erzielte fünf Siege beim Landessportfest der Schulen 2010/11[10] sowie Podiumsplätze in nachfolgenden Jahren.[11]
- Die Astrophysikerin Marja Seidel ist Absolventin des THG und gehörte zu den letzten 30 Kandidatinnen im Auswahlverfahren „Deutschlands erste Astronautin“.[12]
- Ein Lehramtsanwärter wurde wegen des Erzählens von Judenwitzen vor einer siebten Klasse in erster Instanz zu 4.800 € Geldstrafe verurteilt, wogegen er Berufung einlegte. Der Referendar wurde aus dem Dienst entlassen.[13][14]
- 1987 siegte der Grundkurs Sozialwissenschaften der Jahrgangsstufe 12 beim Planspiel Börse der Kreissparkasse Recklinghausen und der Filmclub des THG feierte sein fünfjähriges Bestehen.[4]
- Von 1970 bis 1994 war das Heimatmuseum Waltrop in Räumlichkeiten des Theodor-Heuss-Gymnasiums untergebracht.[15][16]